# Światowy Dzień Malarii
Światowy Dzień Malarii (ang. World Malaria Day, fr. Journée mondiale du paludisme) – święto ustanowione przez Światowe Zgromadzenie Zdrowia (WHA, WHO) w maju 2007 roku, upamiętniające globalną walkę z malarią. Obchodzone corocznie od 2008 roku w dniu 25 kwietnia. Jego celem jest wzrost świadomości społecznej dotyczącej malarii oraz redukcja skutków i skali choroby.

## Historia
W Afryce Światowy Dzień Malarii zastąpił Dzień Afryki. Został ustanowiony przez liderów 44 państw afrykańskich podczas pierwszego Afrykańskiego Szczytu w 2000 roku w Abudży (Nigeria), dotyczącego malarii. Od 2001 roku Afrykański Dzień Malarii był obchodzony 25 kwietnia w celu zwrócenia uwagi całego świata na sytuację zdrowotną panującą na kontynencie afrykańskim.
Podczas Światowego Dnia Malarii wszystkie kraje zapraszane są do ponownego potwierdzenia ich zaangażowania i czynnego włączenia się do walki z malarią.
7 września 2001 roku Zgromadzenie Ogólne ONZ ogłosiło lata 2001-2010 Dekadą Ograniczania Malarii w Krajach Rozwijających się, Zwłaszcza w Afryce (rezolucja 55/284).

## Cele
Celem obchodów jest:
- wzrost świadomości społecznej dotyczącej malarii jako globalnej plagi choroby pasożytniczej i zakaźnej oraz wynikających z niej zagrożeń,
- redukcja skutków i skali choroby.

## Obchody
Z okazji Światowego Dnia Malarii na całym świecie odbywają się konferencje i spotkania, przybliżające społeczeństwu tematykę związaną z zapobieganiem oraz leczeniem malarii.
W Polsce w 2009 roku patronat nad akcją sprawował Polski Czerwony Krzyż.